# The Finals
The Finals — компьютерная игра в жанре шутера от первого лица, разработанная и изданная Embark Studios — дочерней компанией Nexon. Игра фокусируется на командных матчах на картах с разрушаемым окружением, где игрокам предлагается использовать динамичное окружение в своих интересах. Распространяется по free-to-play модели.

## Игровой процесс
The Finals вращается вокруг игроков, соревнующихся в титульном игровом шоу о вымышленных боевых действиях в виртуальной реальности. Это отражается в голографических толпах, которые видны во время игрового процесса, а также в комментариях, предоставляемых игрой в виде двух ведущих Финала, которые делают замечания о статусе данной команды или самой игры.
В большинстве игровых режимов участвуют две, три или четыре команды, каждая из которых соревнуется друг с другом. Игроки выбирают персонажей одного из трёх типов: лёгкого, среднего и тяжёлого телосложения. Каждое телосложение имеет отличие по характеристикам, доступным гаджетам и оружию. Также у каждого из них разная скорость передвижения и количество здоровья.
Игровой процесс строится на множестве переменных за счёт разрушаемости окружения, возможности возводить препятствия и устанавливать гаджеты, а также на различных погодных условиях.
На аренах есть множество предметов, которые игрок может поднимать и бросать, включая, но не ограничиваясь ими, горшки для растений, стулья и столы. Различные типы «элементальных» канистр также можно найти как размещёнными на территории арены, так и в подвешенных ящиках. Некоторые из этих канистр могут взорваться, нанося ущерб окружающей среде.
Убитые игроки превращаются в статуи, которые их товарищи по команде могут носить и взаимодействовать с ними, чтобы оживить их. По истечении достаточного количества времени игрок может возродиться самостоятельно, хотя для этого потребуется так называемый «Токен возрождения». В режимах Быстрой игры (Quickplay) игроки могут возрождаться неограниченное количество раз, в то время как в режимах турнирной игры у игроков есть ограниченное количество токенов возрождения.
Примерно каждые три месяца начинается новый сезон. В рамках смены сезона обновляется баттлпас, добавляется новое оружие, гаджеты, косметические предметы, новая карта или перерабатывается ранее существовавшая.

## Режимы игры

### Quick Cash
Друг против друга соревнуются три команды по три человека. Игроки должны открыть «хранилища» (Cash Box) и транспортировать их на «пункт выдачи денег» (Cashout station). Другие команды могут «украсть» текущую выплату, если перехватят хранилище во время транспортировки или получат контроль над пунктом. Аспекты этих целей заимствованы из традиционных игр типа «Захват флага», требующих от команд контроля над территорией для выполнения желаемого действия.

### Bank It
Четыре команды по три игрока соревнуются за монеты. Монеты появляются в ящиках, разбросанных по карте, а также выпадают из убитых игроков. Задача игроков собрать монеты и отнести их к точке, чтобы перевести их на счёт команды, где другие игроки не смогут их украсть. Не обменянные монеты хранятся у игрока и выпадают в случае его смерти. Точки обмена валюты временно появляются в разных местах карты, что вынуждает игроков разных периодически собираться в одном месте. Побеждает команда, первой вложившая 40’000 долларов в валюту. В шестом сезоне был исключён из игры и в данный момент доступен только в закрытых матчах.

### Power Shift
Режим является вариацией на тему «Царя горы» или режимов «Сопровождение тележки» из других компьютерных игр. Две команды по пять человек сражаются за контроль над плавающей платформой, которая может перемещаться по карте. Когда одна из команд стоит на платформе — та совершает перемещение по карте. Если другая команда стоит на платформе — платформа движется в обратном направлении. Побеждает команда, дальше продвинувшая платформу или доведшая её до конечной точки.

### Terminal Attack
Две группы по пять человек в каждой — нападающие и защитники — по очереди пытаются достичь своих собственных взаимоисключающих целей. У атакующих есть ограниченное время, чтобы взломать оборону защитников и вставить свой ключ дешифрования в один из двух терминалов, доступных на арене. Тем временем защитники должны разработать стратегию и скоординировать свою защиту, чтобы помешать атакующим достичь своей цели. Команды меняются сторонами после трёх раундов, и побеждает лучшая команда по итогам семи раундов. В этом игровом режиме игроки не могут возрождаться и исцелять себя, а Среднему классу запрещено использовать свой Исцеляющий луч и Дефибриллятор, что означает, что у каждого участника есть только одна жизнь за раунд с возможностью восстановить лишь часть своего здоровья, не находясь под огнём. Кроме того, все использованные гаджеты не восстанавливаются, но обновляются каждый раунд. Урон, нанесённый арене, сохраняется на протяжении всего матча.

### Ranked Tournaments
Режим представляет собой модифицированный режим Quick Cash. В матче участвуют восемь команд, изначально поделённых на две группы по четыре команды в каждой. По две лучшие из каждой группы проходят в следующий раунд, а затем две лучшие соревнуются между собой в финальном матче. Имеются и другие отличия: в первых двух раундах одновременно появляются два хранилища и два пункта выдачи денег, раунд длится 9 минут и нет лимита по количеству выведенных денег. У каждого игрока есть ограниченное количество жетонов возрождения. В случае аннигиляции всех игроков одной команды, команда получает штраф. Все внутриигровые события отключены. По окончании матча игроки получают очки рейтинга в глобальной таблице лидеров.
В третьем сезоне Ranked Tournaments игрались по правилам режима Terminal Attack.

### World Tour
Дебютировавший 13 июня 2024 года 3-м сезоном World Tour состоит из еженедельных ротационных турниров с выводом средств. Общая сумма денег, заработанная игроком в игровом режиме World Tour, позволяет ему продвигать свой значок World Tour, а также помещать его в глобальную таблицу лидеров. Режим аналогичен Ranked Tournaments, но нет штрафа за аннигиляцию команды, включены внутриигровые события и некоторые другие отличия.

### Solo Bank It
Режим, аналогичный Bank It, однако каждый играет сам за себя. Режим был исключён из игры и в данный момент доступен только в закрытых матчах.

### Team Death Match
Режим, введённый в качестве временного в феврале 2025 года (5 сезон) и ставший постоянным начиная с шестого сезона. Две команды по пять человек соревнуются на ограниченном участке карты. За каждое убийство команде начисляется 100 долларов. Побеждает команда, первая набравшая 3'000 долларов или набравшая больше денег в течение 2 минут.

## Разработка
The Finals, наряду с ARC Raiders, являются двумя первыми играми стокгольмской студии Embark Studios.
Название было анонсировано в августе 2022 года для ПК, позже были представлены консольные порты для PlayStation 5 и Xbox Series X и Series S. Закрытые бета-версии были запущены в начале 2023 года: первая закрытая бета-версия продлится с 7 по 21 марта 2023 года, а вторая закрытая бета-версия состоится с 14 по 21 июня. Открытая бета-версия проходила с 26 октября по 5 ноября.
Релиз игры для Windows, PlayStation 5 и Xbox Series X/S состоялся 7 декабря 2023 года во время Game Awards 2023.
Во время церемонии Golden Joystick Awards 2024 Embark Studios объявили о релизе игры для PlayStation 4 12 декабря 2024 года.